# Catherine Mathelin-Vanier
 (novembre 2015).
Si vous disposez d'ouvrages ou d'articles de référence ou si vous connaissez des sites web de qualité traitant du thème abordé ici, merci de compléter l'article en donnant les références utiles à sa vérifiabilité et en les liant à la section « Notes et références ».
Pour les personnes ayant un des mêmes patronymes, voir Mathelin et Vanier.
Ne doit pas être confondu avec Catherine Vanier.
Catherine Vanier (née Catherine Fourrey le 20 avril 1948) est une psychanalyste et essayiste française.

## Biographie
Fille unique des fondateurs de la troupe des Branquignols, Colette Brosset, comédienne et ancienne danseuse à l’opéra, et du comédien Robert Dhéry (pseudonyme de Robert Fourrey) qui se rencontrent au Conservatoire de Paris, dans la classe de Louis Jouvet. Elle grandit à Paris puis à New York où elle vit pendant quelques années avec ses parents et rentre à Paris vers seize ans au milieu des années 1960. Elle découvre la psychanalyse grâce à sa professeure de philosophie, Colette Misrahi, qui l'adresse à Maud Mannoni avec laquelle elle commence une analyse. En 1974, elle s'inscrit à l’École freudienne de Paris. Elle obtient en 1976 son doctorat de psychologie. En 1980, elle prend un poste en pédopsychiatrie aux hôpitaux de Saint-Denis et travaille en néonatalogie. Elle est analyste membre d'Espace Analytique. Elle est mariée au psychanalyste, Alain Vanier.

## Prix et distinctions
- 1974 : prix de thèse Georges Pernoud
- 2010 : chevalier de la Légion d’honneur

## Publications
- Raisins verts et dents agacées, éditions Denoël, 1994
- Le Sourire de la Joconde, éditions Denoël, 1998
- Qu’est-ce qu’on a fait à Freud pour avoir des enfants pareils ?, éditions Denoël, réed. Champs Flammarion.
- Comment survivre en famille ? (avec Bernadette Costa), éditions Albin Michel Jeunesse, 2000
- Naître prématuré. Le bébé, son médecin et son psychanalyste, Éditions Bayard, 2013
- Autisme : comment rendre les parents fous !, avec Bernadette Costa-Prades, éditions Albin Michel, 2014